# 石本勝己
石本 勝己（いしもと まさみ、1968年7月12日 - ）は大阪府出身の音楽プロデューサー、音楽家。総合音楽事務所有限会社ラディカル・トラックス代表取締役。

## 略歴
1989年、大阪・心斎橋のライブハウスKENTO'Sのベーシストとしてキャリア開始。その後、名古屋KENTO'S、名古屋アポロシアターのレギュラーメンバーとして活動。
2001年、Acid Bleuのベーシスト兼プロデューサーとしてアルバレコードと契約し活動。同年6月に1stマキシシングル『夢で聴いた唄』で全国デビュー。
2003年、Acid Bleu解散。ジェイムス・ヘイブンスのサポートバンドのリーダーとして活動。
2004年、総合音楽事務所「有限会社ラディカル・トラックス」を設立。
2006年、シンガー・Tsubakiのプロデューサーに就任。シングル『メッセージ』リリース。
2009年、モデルを中心に扱う芸能事務所「ネクストステージ・エンターテインメント」の専務取締役を務める（その後退任）。
2011年、秋より名古屋KENTO'Sにて日曜日担当のThe Boogie Paradiseのリーダーとしても活動。制作会社「レイズイン」と共同でモデル・ボーカル・グループ「NNG」のプロデュースおよびマネージメントを開始（2013年にNNG解散により退任）。
2013年、シンガー・Tenguyのプロデューサーに就任。
2014年、特定非営利活動法人リブ・フォー・ライフ・美奈子基金中部支部の一員となり骨髄ドナー登録啓発活動に着手、団体主催のイベント等の企画制作を担当。
2015年、シンガー・Tenguyのメジャー・デビュー・シングル『リスペクト』（売野雅勇作詞・中西圭三・作曲）の制作を担当。10月に日本クラウンからリリース。
2016年、内海利勝が属するロックンロールバンド『GEMINI』のメンバーとして活動開始。
2017年秋、一般社団法人 日本想創エンターテインメント協会を設立。社会福祉と若者支援活動を行う。同年、ケニー大倉の西日本のマネジメント、サポートベーシストの活動開始。
2022年秋　ACTS ARROWS AGENCYを新設し新人発掘、育成、キャスティングを開始する。